# 시안시 (중화민국)
시안시(중국어: 西安市)는 중화민국 대륙 시기 12개 직할시 중 하나이다.